# Muhammadu Buhari
Muhammadu Buhari (ur. 17 grudnia 1942 w Daura w stanie Katsina, zm. 13 lipca 2025 w Londynie) – nigeryjski generał i polityk, przewodniczący Najwyższej Rady Wojskowej w latach 1983–1985, od 29 maja 2015 do 29 maja 2023 prezydent Nigerii.

## Życiorys
Z pochodzenia jest Fulaninem. 31 grudnia 1983 w wyniku zamachu stanu usunął cywilnego prezydenta Shehu Shagariego i został nowym przywódcą kraju, jako przewodniczący Najwyższej Rady Wojskowej. Stanowisko to zajmował do sierpnia 1985. Został wówczas obalony przez swoich wojskowych współtowarzyszy, gdyż zamierzał przeprowadzić dochodzenie w sprawie korupcji w wojsku i Ministerstwie Obrony.
Wystartował w wyborach prezydenckich 19 kwietnia 2003, z ramienia Wszechnigeryjskiej Partii Ludowej (All Nigeria People’s Party, ANPP). Został jednak pokonany przez Olusẹguna Ọbasanjọ, który uzyskał reelekcję.
18 grudnia 2006 został kandydatem partii ANPP do wyborów generalnych w kwietniu 2007 oraz 2011. W wyborach w 2015 jako kandydat Kongresu Wszystkich Postępowców (All Progressives Congress, APC) pokonał ubiegającego się o kolejną kadencję prezydenta Goodlucka Jonathana, zdobywając 53,96% głosów. Wygrana Buhariego oznaczała, że po raz pierwszy w historii kraju opozycja w sposób demokratyczny przejmuje władzę. 29 maja 2015 został zaprzysiężony na stanowisku prezydenta Nigerii. W 2019 został wybrany na drugą kadencję.
29 maja 2023 przestał pełnić funkcję prezydenta Nigerii.